# Spartacusoprøret
Spartacusoprøret – også omtalt som Gladiatorkrigen, den Tredje Slavekrig eller Spartacuskrigen af Plutarch – var den sidste i en serie slaveoprør mod den Romerske Republik, kendt som Slavekrigene. Dette tredje oprør var det eneste, der direkte truede det romerske Italiens hovedland. Det var særligt alarmerende for Rom, fordi dets militær syntes magtesløst til at undertrykke det.
Oprøret begyndte i 73 f.Kr. med flugten af omkring 70 slave-gladiatorer fra en gladiatorskole i Capua. De besejrede let den lille romerske styrke, der blev sendt for at generobre dem, og inden for to år havde de fået følgeskab af omkring 120.000 mænd, kvinder og børn. De arbejdsdygtige voksne i denne store gruppe var en overraskende effektiv væbnet styrke, der gentagne gange viste, at de kunne modstå eller besejre det romerske militær, fra de lokale campanske patruljer til den romerske milits og endda til trænede romerske legioner under konsulær kommando. Denne hær af slaver strejfede på tværs af Italien og plyndrede godser og byer relativt ubesværet – og nogle gange delte de sig i separate, men forbundne bander med flere ledere, inklusive den berømte tidligere gladiator Spartacus.
Senatet blev i stigende grad alarmeret over slavehærens ødelæggelser og fortsatte militære succeser. Til sidst stillede Rom op med en hær på otte legioner under Marcus Licinius Crassus' hårde – men effektive ledelse – der nedkæmpede slavehæren i 71 f.Kr. Dette skete efter et langt og bittert tilbagetog foran Crassus' legioner og efter at oprørerne indså, at Pompejus og Marcus Terentius Varro Lucullus' legioner rykkede ind for at fange dem. Spartacus-hærene lancerede deres fulde styrke mod Crassus' legioner og blev fuldstændig besejret. Af de overlevende blev omkring 6.000 korsfæstet langs Via Appia.
Plutarchs beretning om oprøret antyder, at slaverne blot ønskede at flygte til frihed og forlade romersk territorium gennem det Cisalpine Gallien. Appian og Florus beskriver oprøret som en borgerkrig, hvor slaverne havde til hensigt at erobre byen Rom. Den Tredje Slavekrig havde betydelige og vidtrækkende virkninger på Roms bredere historie. Pompejus og Crassus udnyttede deres succeser til at fremme deres politiske karrierer, ved at bruge deres offentlige anerkendelse og den underforståede trussel fra deres legioner til at påvirke valget af konsuler i 70 f.Kr. til deres fordel. Deres handlinger som konsuler fremmede i høj grad undergravningen af de romerske politiske institutioner og bidrog til transformationen af den Romerske Republik til Romerske Kejserrige.